# Стамберга (Виченца)
Стамберга је насеље у Италији у округу Виченца, региону Венето.
Према процени из 2011. у насељу је живело 339 становника. Насеље се налази на надморској висини од 25 м.